# Tipula kirkwoodiana
Tipula kirkwoodiana är en tvåvingeart som beskrevs av Alexander 1965. Tipula kirkwoodiana ingår i släktet Tipula och familjen storharkrankar. Inga underarter finns listade i Catalogue of Life.